# Tamaki Miura
Pour les articles homonymes, voir Miura (homonymie).
Tamaki Miura (三浦環, Miura Tamaki) (22 février 1884 à Tokyo – 26 mai 1946) est une chanteuse soprano lyrique japonaise.
Elle reste dans les mémoires pour son interprétation du rôle de Cio-Cio-San dans Madame Butterfly de Giacomo Puccini dans les années 1920, rôle qu'elle interprèta plus de deux mille fois. Elle débuta dans ce rôle en 1915 à Londres. Une statue la représentant a été installée au Glover Garden de Nagasaki.